# Видворення
Ви́дворення — специфічний вид адміністративного стягнення, який полягає у пропозиції іноземцю або особі без громадянства добровільно залишити країну перебування і застосовується у випадках вчинення вказаними особами адміністративних правопорушень, які злісно порушують порядок.

## Підстави і порядок видворення
За певних підстав до іноземців чи осіб без громадянства (зокрема, якщо їх дії порушують законодавство про правовий статус іноземців та осіб без громадянства, суперечать інтересам забезпечення національної безпеки України тощо) за рішенням центрального органу виконавчої влади, що забезпечує реалізацію державної політики у сфері  міграції, (в деяких випадках — органу Служби безпеки України, органу охорони державного кордону) може застосовуватися примусове повернення в країну походження чи іншу країну. Вказана особа повинна протягом 30 днів залишити Україну; крім того, таке рішення може супроводжуватися забороною щодо подальшого в'їзду в Україну на три роки. Якщо є підстави вважати, що особа без громадянства або іноземець ухилятимуться від виконання рішення про примусове повернення, або вони не виконали без поважних причин рішення про примусове повернення, вказані органи можуть подати позов до адміністративного суду. В цьому випадку суд може винести постанову про видворення в примусовому порядку. 

## Законодавче врегулювання
Слід зазначити, що Кодекс України про адміністративні правопорушення не містить адміністративні правопорушення, за які передбачався б цей вид стягнення. За адміністративні правопорушення, які найчастіше вчиняються іноземцями чи особами без громадянства, — порушення встановленого порядку перебування на території України та правил транзитного проїзду через Україну (ст. 203), незаконне перетинання або спроба незаконного перетинання кордону України (ст. 204-1) — передбачаються лише штраф, виправні роботи та адміністративний арешт. 
Закон України «Про правовий статус іноземців та осіб без громадянства» від 04.02.1994 передбачав підстави для видворення, які включали в себе вчинення злочину, адміністративного правопорушення та ряд інших підстав. Відповідно до статті № 23 нового Закону України «Про правовий статус іноземців та осіб без громадянства» від 22.09.2011 іноземці та особи без громадянства несуть відповідальність за злочини чи правопорушення відповідно до закону. При цьому статтями №№ 26, 30, які визначають підстави для примусового повернення в країну походження або іншу країну та видворення, прямо не передбачається вчинення іноземцями або особами без громадянства злочину чи правопорушення як підстава для видворення за межі України. 
Але, наприклад, в Азербайджані у ст. 29 Кодексу про адміністративні проступки передбачено видворення як вид адміністративного стягнення. Застосовується і як основне, і як додаткове покарання. Передбачено цей вид стягнення за такі правопорушення: невивезення товарів або транспортних засобів з митної території Азербайджану або неповернення на цю територію, якщо ці дії є обов'язковими (ст. 499.2), порушення режиму в пунктах пропуску через державний кордон Азербайджану (ст. 572), порушення правил перебування, проживання іноземців та осіб без громадянства в Азербайджані або правил транзиту через його територію (ст. 575.1), в'їзд на територію Азербайджану осіб, які раніше були видворені і на яких накладено обмеження на в'їзд (у межах строку дії обмеження) з умисним внесенням змін у документи (ст. 575.2).